# Les Trophées du Libre
Les Trophées du Libre é um prêmio de softwares livres que promove a inovação de projetos de software. A competição é internacional e tem a intenção de incentivar profissionais e amadores a produzir software livre. O prêmio é dividido em 7 categorias: Segurança da informação, Games, Multimídia, sistemas comerciais, Educação, Ciência e administração e comunidades.
A primeira edição aconteceu em 2003 com 113 projetos de 18 países diferentes. O presidente da edição de 2009 foi Pierre Spilleboudt. O júri é composto de 30 experts. 

## Resultados

### 1ª edição - 2003
- Gcompris - Educação
- Koha - Organizações públicas
- GOK - Acessibilidade
- Dolibarr - Gerenciamento de empresas
- Weasel Reader - Público
- Vega Strike - Games

### 2ª edição - 2005
- Lodel - Organizações públicas e comunidades
- Prométhée - Educação
- MedinTux - sistemas comerciais
- VideoLAN - Multimídia
- NuFW - Segurança
- MediaWiki - Prêmio especial PHP

### 3ª edição - 2006
- Organizações públicas e comunidades

1. OpenElec, gerenciamento eleitoral
2. demexp, votações
3. OpenJUMP, sistema de informações geográficas

- Educação

1. Stellarium
2. ICONITO
3. Prométhée

- Sistemas comerciais:

1. Open Mobile IS
2. SpagoBI
3. Pentaho

- Multimídia

1. Ekiga
2. Gcstar
3. Azureus

- Segurança

1. OCS Inventory Next Generation
2. GPLI
3. M0n0wall

- PHP

1. alternc
2. phpMyVisites
3. phpMyAdmin

### 4ª edição - 2007
- Segurança

1. Rsyncrypto
2. Unicornscan
3. Yersinia

- Sistemas comerciais

1. LimeSurvey
2. Scenari
3. DeStar

- Organizações públicas e comunidades

1. DRBL
2. PMB
3. VHFFS

- Educação

1. Chronojump
2. Scenari
3. Claroline

- Multimídia / Games

1. Mediabox404
2. SK1
3. Herrie

- Ciência

1. Sage
2. GetFEM++
3. Giac/Xcas

Prêmio especial do júri Bioclipse.

### 5ª edição - 2009
- Multimídia

1. UniConvertor
2. Coherence
3. Kinovea

- Profissional

1. GOsa
2. Support Incident Tracker
3. Projectivity 3.0

- Segurança

1. Ksplice
2. Enigform e mod_openpgp
3. Inquisitor

- Administração

1. Linea21
2. Tellmatic

- Ciência

1. MathGL
2. Gmsh
3. GRAPHITE

- Hobbies

1. Pychess
2. Neverball
3. Djl

- Educação

1. Vallect
2. OSCAR
3. Emustru

Prêmios especiais:
- Espírito do software livre: Ksplice
- Júri: Coherence
- Inovação: GRAPHITE